# Scranton/Wilkes-Barre Railriders
Scranton/Wilkes-Barre Railriders, av klubben skrivet Scranton/Wilkes-Barre RailRiders, är en professionell basebollklubb i tvillingstäderna Scranton och Wilkes-Barre i Pennsylvania i USA. Klubben spelar i International League, en farmarliga på den högsta nivån (AAA) under Major League Baseball (MLB). Moderklubb är New York Yankees. Klubbens hemmaarena är PNC Field, belägen i Moosic mellan Scranton och Wilkes-Barre.

## Historia
Klubben grundades 1989 under namnet Scranton/Wilkes-Barre Red Barons i samband med att Philadelphia Phillies efter flera års rättstvister flyttade sin högsta farmarklubb Maine Phillies från Old Orchard Beach i Maine till Scranton/Wilkes-Barre. Klubben spelade redan då sina hemmamatcher i dagens hemmaarena, som då hette Lackawanna County Stadium. Smeknamnet Red Barons valdes för att hedra de tidigare minor league-klubbarna Scranton Red Sox och Wilkes-Barre Barons, som båda spelade i Eastern League.
Trots att spelet hackade i början var klubben en publikmässig succé som lockade över 500 000 åskådare till hemmamatcherna under flera av de första säsongerna. 1992 gick man till slutspel för första gången, men förlorade i finalen i ligaslutspelet Governors' Cup. 1999–2002 nådde klubben slutspel fyra år i rad, varav man 2002 var bäst i ligan i grundserien med 91 vinster och 53 förluster. Under de fyra slutspelen blev man dock som bäst tvåa 2000 och 2001. Under de följande säsongerna sjönk publiksiffrorna och efter 2006 års säsong avslutade Phillies sitt samarbete med klubben. Ny moderklubb blev New York Yankees, vars högsta farmarklubb tidigare var Columbus Clippers. Samma dag som samarbetet med Yankees offentliggjordes såldes cirka 47 000 biljetter.
Med sin nya moderklubb bytte klubben namn till Scranton/Wilkes-Barre Yankees. De första fyra säsongerna med smeknamnet Yankees gick klubben till slutspel och 2008 vann man för första gången ligamästerskapet Governors' Cup. 2010 skrev klubben historia när man vann sin division för femte året i rad. Det hade aldrig tidigare hänt i International Leagues då 126-åriga historia. Efter säsongen offentliggjordes planer på att renovera hemmaarenan för 40 miljoner dollar.
I april 2012 såldes klubben till SWB Yankees, LLC av den tidigare ägaren Lackawanna County Multi-Purpose Stadium Authority för 14,6 miljoner dollar. Säsongen 2012 blev speciell eftersom klubben tvingades spela samtliga matcher på bortaplan medan hemmaarenan renoverades. Tanken var från början att spela de 72 "hemmamatcherna" i Newark i New Jersey, men det satte New York Mets stopp för. I stället spelades matcherna på flera olika platser, främst i delstaten New York. Man spelade 37 "hemmamatcher" i Rochester, tio i Syracuse, åtta i Allentown, sju i Batavia, sex i Buffalo och fyra i Pawtucket. Några av de konkurrentklubbar som lånade ut sina hemmaarenor kallade klubben för Empire State Yankees av marknadsföringsskäl ("Empire State" är delstaten New Yorks smeknamn), något som klubbens ägare inte hade godkänt.
Inför 2013 års säsong bytte klubben namn till Scranton/Wilkes-Barre Railriders. Under den fjärde säsongen med det nya namnet vann klubben 2016 för andra gången ligan. Under grundserien tangerade man klubbrekordet med 91 vinster och satte nytt klubbrekord i vinstprocent med 63,6 %. I slutspelet besegrade man sedan i tur och ordning Lehigh Valley Ironpigs (3-0 i matcher) och Gwinnett Braves (3-1). Railriders avancerade därmed till Triple-A Baseball National Championship Game mot mästarna i Pacific Coast League, El Paso Chihuahuas. Railriders vann matchen med 3-1 och kunde för första gången titulera sig som mästare av hela AAA-nivån.